# Эбсен, Бадди
Кристиан Лудолф Эбсен мл. (англ. Christian Ludolf Ebsen, Jr.), известный как Бадди Эбсен (англ. Buddy Ebsen, 2 апреля 1908 — 6 июля 2003) — американский актёр и танцор, карьера которого длилась более 70 лет.

## Биография

### Юные годы
Родился в Иллинойсе в семье датчанина и латышки. В десятилетнем возрасте он с семьей переехал во Флориду, где вместе с сёстрами посещал танцевальную школу. После окончания средней школы, Эбсен, интересуясь медициной, учился во Флоридском университете в Гейнсвилле и Роллинс-колледже в Уинтер-Парке. В 1928 году он был вынужден оставить обучение из-за финансовых трудностей в семье, вызванных обвалом рынка недвижимости во Флориде.
Летом того же года Эбсен с сестрой уехал в Нью-Йорк, где первое время работала продавцом газировки в магазине. Вскоре они вместе организовали танцевальный дуэт, выступая в ночных клубах и водевилях. Добившись определенного успеха в музыкальных постановках в Нью-Йорке, в 1935 году они подписали контракт с «MGM» на съёмки в кино, дебютировав вместе в том же году в фильме «Бродвейская мелодия 1936 года». Последующие годы Эбсен продолжал много сниматься в музыкальных картинах, где исполнял танцевальные номера в компании таких звёзд как Джуди Гарленд, Ширли Темпл и Элинор Пауэлл. Его необычные виртуозные танцы Уолт Дисней использовал для анимации героев серии короткометражных анимационных фильмов «Silly Symphonies».

### «Волшебник страны Оз»
В 1939 году Бадди Эбсен получил роль Пугала в знаменитой картине «MGM» «Волшебник страны Оз». Вскоре он поменялся ролями с Рэем Болджером, который первоначально был утверждён на роль Железного человека. Эбсен записал все песни своего персонажа, прошел репетиции и приступил к съёмкам, но вскоре у него начались спазмы и одышка, которые привели к госпитализации. Причиной этого стала аллергия актёра на алюминиевую пыль, использованную в макияже Железного человека, из-за чего ему пришлось покинуть съёмки. После этого до конца жизни Эбсен жаловался на проблемы с лёгкими из-за съёмок в «этом проклятом фильме», но по иронии судьбы пережил всех членов основного актёрского состава «Волшебника страны Оз» на полтора десятка лет.

### Вторая мировая война
После выздоровления, студия «MGM» длительное время не предлагала ему новых ролей, из-за чего Эбсен посвятил своё время парусному спорту, став настолько опытным в морском деле, что преподавал данное направление в школе ВМС США кандидатам в офицеры. В 1941 году, после вступления США во Вторую мировую войну, он неоднократно пробовал записаться в ряды военнослужащих на флот, но ему постоянно отказывали. В итоге он получил должность в Береговой охране, в которой прослужил до окончания войны. В 1949 году Эбсен вернулся к актёрской карьере, став работать на телевидении. В 1950-е годы, помимо ролей на телевидении, актёр снимался и на большом экране, в основном в боевиках.

### Телевидение
В 1961 году Эбсен сыграл роль Дока Голлайтли в знаменитой картине Блейка Эдвардса «Завтрак у Тиффани». Его персонаж — пожилой сельский ветеринар, которого бросила молодая супруга Холли Голлайтли, в исполнении Одри Хепбёрн. Эта роль привлекла внимание руководства канала «CBS», которое предложило ему главную роль в новом комедийном телесериале «Деревенщина в Беверли-Хиллз». Роль Джеда Клампетта, которую Эбсен исполнял последующие 9 лет, стала одной из самых ярких и запоминающихся в его карьере. В 1973 году, спустя два года после закрытия показа, актёр получил роль Барнаби Джонса в одноимённой детективной драме, которая выходила на экраны до 1980 года. Его последней регулярной ролью на телевидении стал Рой Хьюстон в криминальном сериале «Мэтт Хьюстон», в котором актёр играл с 1984 по 1985 год. После этого актёр в целом завершил свою актёрскую карьеру, лишь пару раз исполнив небольшие роли на телевидении, а также сыграл в киноверсии сериала «Деревенщина в Беверли-Хиллз» в 1993 году.

### Личная жизнь
Актёр трижды был женат, причем первые два брака завершились разводом. Его первая супруга Рут Кэмбридж (1933—1945) родила ему двух детей, а вторая — Нэнси Уолкотт (1945—1985) — стала матерью его пятерых детей.
Бадди Эбсен скончался от пневмонии летом 2003 года в возрасте 95 лет в медицинском центре города Торранс в Калифорнии. Актёр был кремирован, а его прах развеян над морем. Его вклад в киноиндустрию США отмечен звездой на Голливудской аллее славы.